# Holonimija
Holonimija (izvor termina iz grških besed holon = ves, cel, onoma = ime) je semantična relacija, ki opredeljuje razmerje med celoto ter delom oz. članom te celote. Holonimija je tranzitivna semantična relacija.
Preizkus za ugotavljanje holonimije:
X je del Y. Y ima oz. vsebuje X. To pomeni: Y je holonim od X. 
Praktičen primer: 
Kljuka je del vrat. Vrata vsebujejo kljuko. To pomeni: vrata so holonim od kljuke. 
Holonimiji nasprotna semantična relacija je meronimija, ki izraža razmerje dela do celote. 